# Mario Kart
Mario Kart (japonsky: マリオカート, přepis: Mario Kāto) je série závodních videoher (z podžánru kart racing game). Hry z této série vydává Nintendo. Vychází ze série Super Mario. První hrou bylo Super Mario Kart na SNES z roku 1992. Celkově se prodalo přes 100 milionů kopií po celém světě.
V zábavních parcích Universal Studios Japan v Ósace v Japonsku a Universal Studios Hollywood v USA byla vystavěna atrakce s názvem Mario Kart: Bowser's Challenge. Jde o horskou dráhu spojenou s umělou realitou, která byla inspirována právě hrami ze série Mario Kart.

## Historie
První titul v této sérii je Super Mario Kart na SNES z roku 1992. Na vývoj této hry dohlížel Šigeru Mijamoto, designér videoher Super Mario pro Nintendo. Darran Jones z NowGamer naznačuje, že úspěch Super Mario Kart byl výsledkem toho, že hra zahrnovala postavy známé z předchozích her Mario Bros, a zároveň byla novým typem závodní hry.

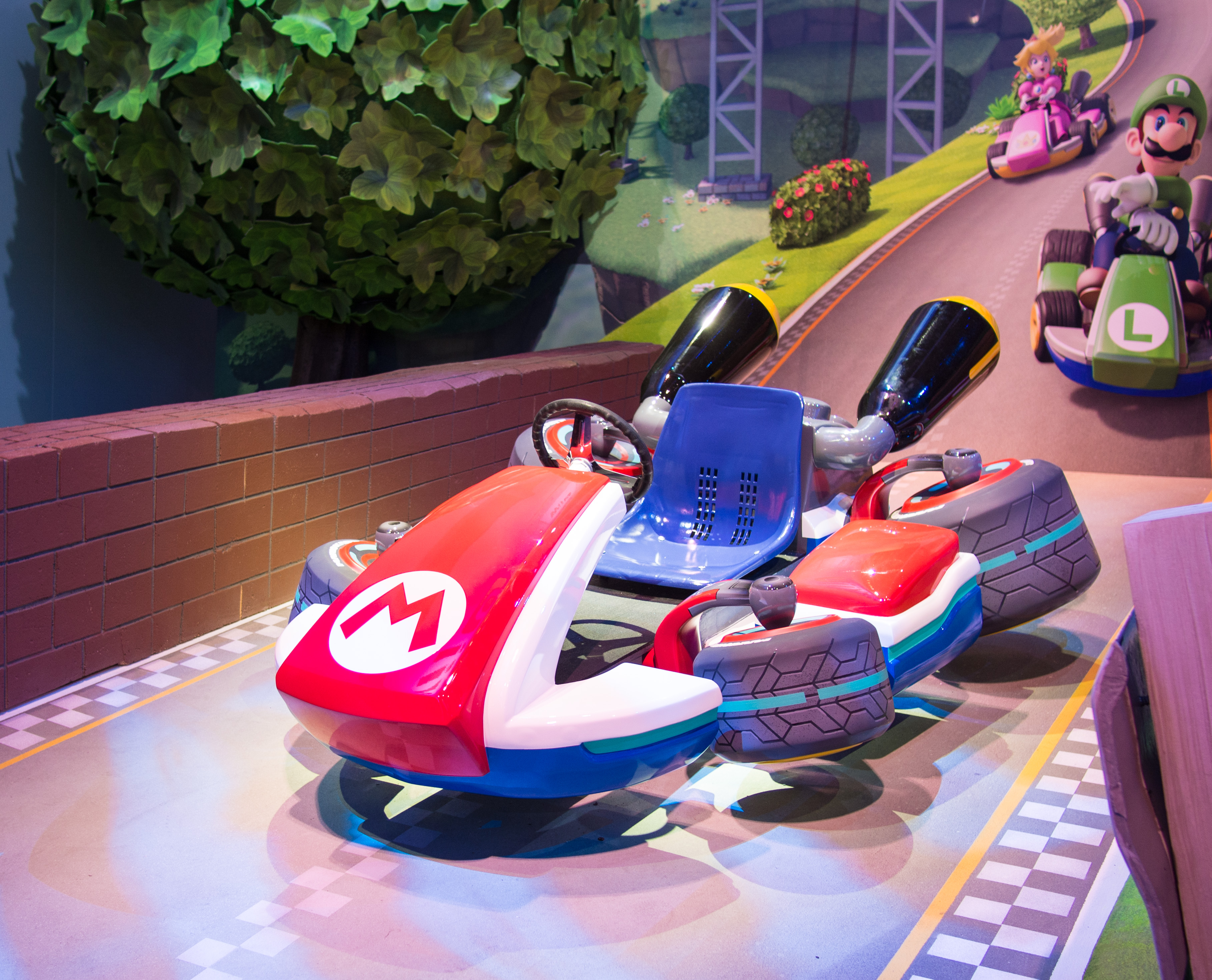
Model závodního auta ze série Mario Kart

## Hratelnost
V hrách z této série se dá hrát s postavami ze Super Mario, které se objevily v předchozích hrách (výjimkou je postava Baby Daisy, která se poprvé objevila v Mario Kart Wii).

### Herní módy
Většina Mario Kart her obsahuje pro singleplayer tyto herní módy:
- Grand Prix, kde se závodí po celých cupech (seznamech tratí) v různých obtížnostech.
- Time Trials ,Zde závodí jeden hráč, a měří si čas s ostatními.
- Versus(VS) ,což to závody na vybraný počet kol.
- Battle: soutěž, kde se v uzavřeném prostoru (aréně) závodí o sběr mincí, nebo balónů.

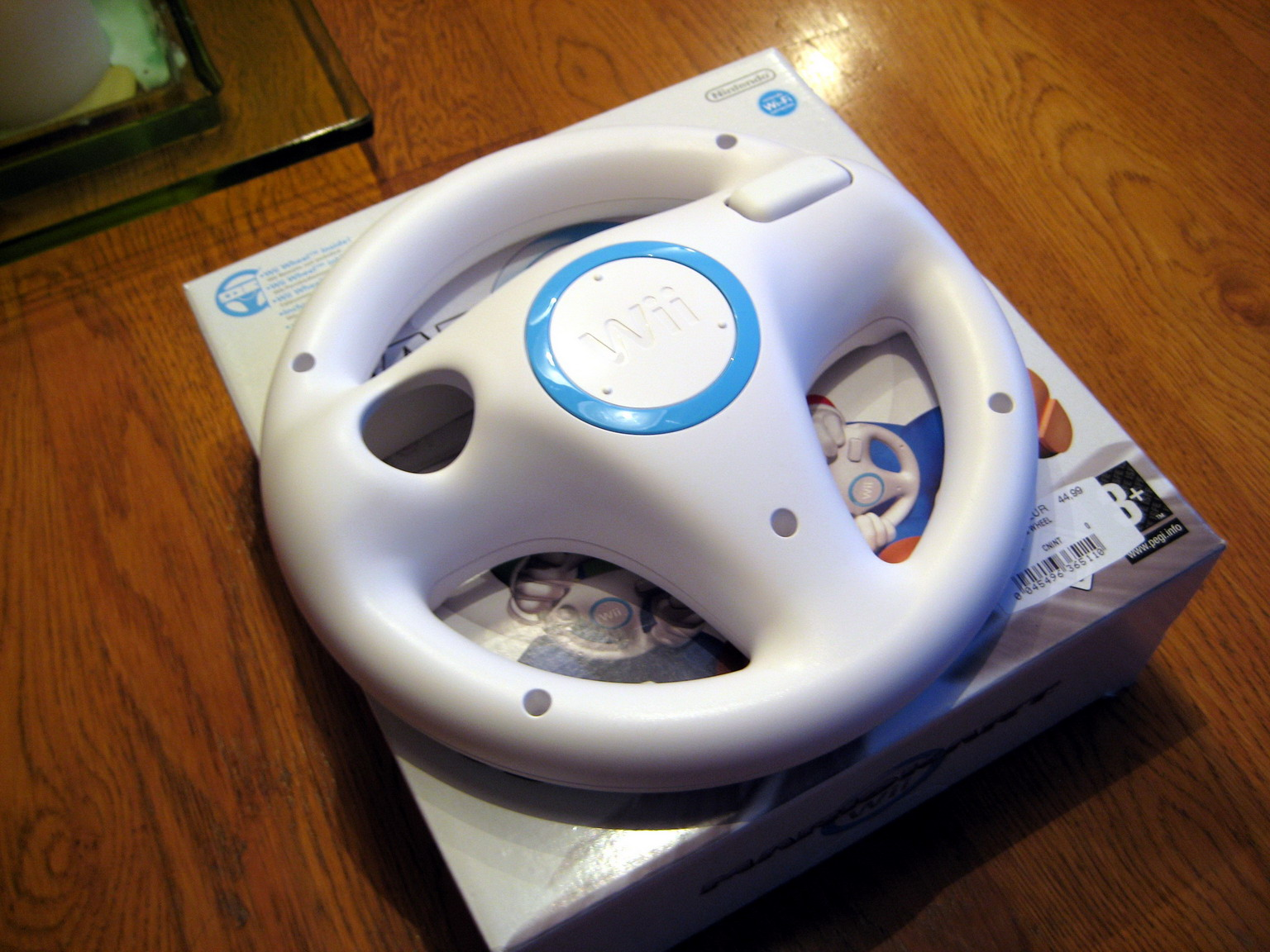
Wii Wheel, odlitek ve tvaru volantu používaný pro hru Mario Kart Wii, položený na krabici od hry

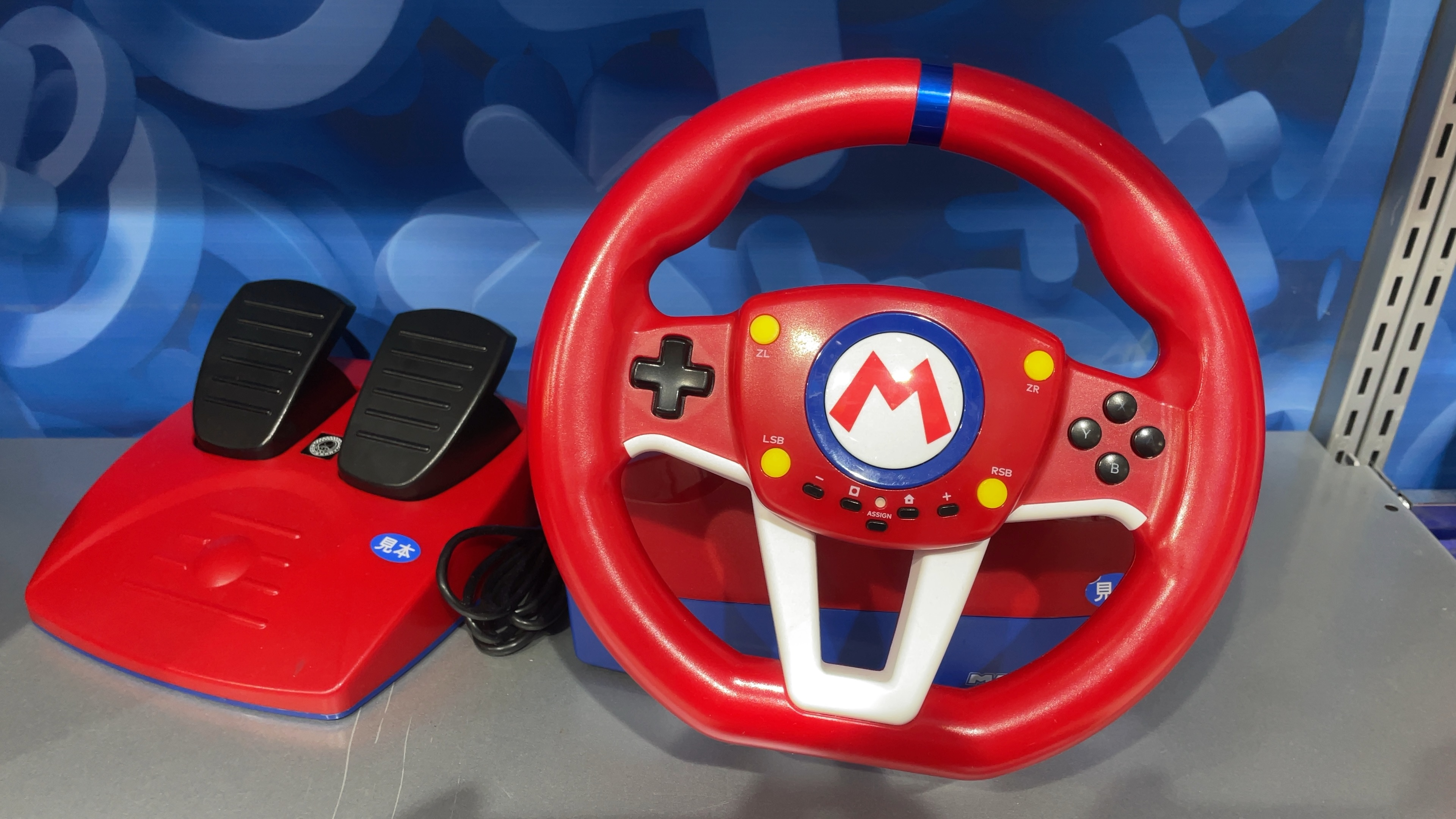
Příslušenství pro hraní Mario Kart her pro Nintendo Switch

## Seznam her v sérii
Vyšlo celkem 10 her na konzole a 4 hry na arkádové boxy (boxy zaměřené jen na jednu hru).

### Seznam her na konzole

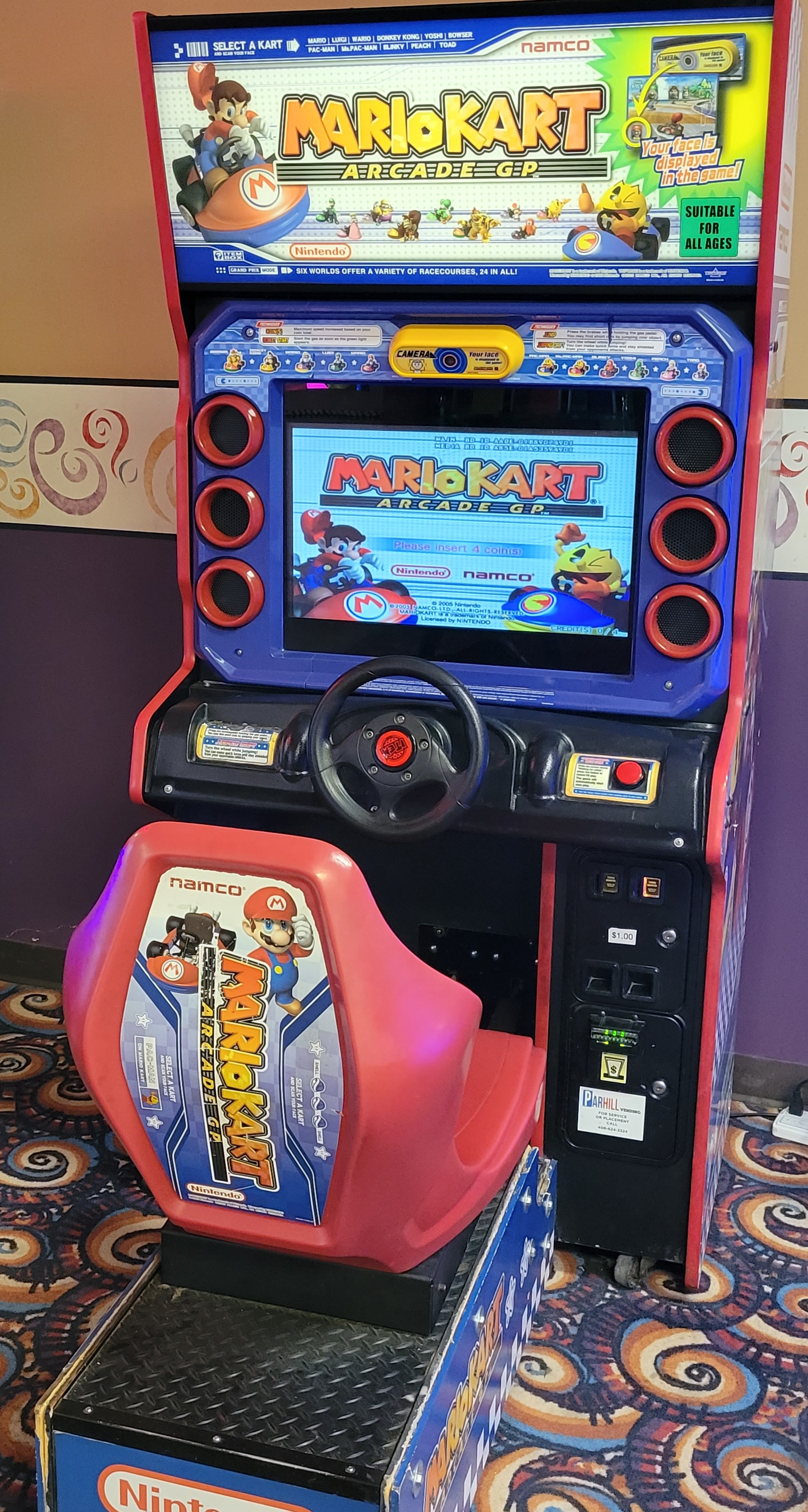
Arkádový box Mario Kart GP

| Název hry                     | Rok vydání | Konzole          | Logo hry |
| ----------------------------- | ---------- | ---------------- | -------- |
| Super Mario Kart              | 1992       | SNES             |          |
| Mario Kart 64                 | 1996       | Nintendo 64      |          |
| Mario Kart: Super Circuit     | 2001       | Game Boy Advance |          |
| Mario Kart: Double Dash       | 2003       | GameCube         |          |
| Mario Kart DS                 | 2005       | Nintendo DS      |          |
| Mario Kart Wii                | 2008       | Wii              |          |
| Mario Kart 7                  | 2011       | Nintendo 3DS     |          |
| Mario Kart 8                  | 2014       | Wii U            |          |
| Mario Kart 8 Deluxe           | 2017       | Nintendo Switch  |          |
| Mario Kart Tour               | 2019       | Android, IOS     |          |
| Mario Kart Live: Home Circuit | 2020       | Nintendo Switch  |          |

### Seznam arkádových her
| Název hry               | Rok vydání |
| ----------------------- | ---------- |
| Mario Kart Arcade GP    | 2005       |
| Mario Kart Arcade GP 2  | 2007       |
| Mario Kart Arcade GP DX | 2013       |
| Mario Kart Arcade GP VR | 2017       |

Chystala se také další hra ze série Mario Kart, Super Mario Kart, která měla vyjít na konzoli Virtual Boy v roce 1995, ale její vývoj byl zrušen a nikdy nevyšla.